# Ernest Joseph Bellocq
Ernest Joseph Bellocq (1873 – New Orleans, 1949) è stato un fotografo statunitense.
Il suo nome è legato indissolubilmente a Storyville, il quartiere a luci rosse legalizzato di New Orleans.

## Biografia
La figura di Ernest Joseph Bellocq, di origini francesi, è abbastanza misteriosa, sappiamo ben poco della sua vita e sarebbe del tutto sconosciuto se Lee Friedlander non avesse recuperato alcune sue foto da un antiquario. Figlio di Paul e di Marie Aldige, è probabile che sia cresciuto in una ricca famiglia cattolica nel quartiere francese di New Orleans, mentre il fratello Leon divenne un sacerdote. Secondo i registri del censimento indicano che i nonni paterni e materni erano emigrati francesi. Sappiamo che Bellocq fu un fotografo professionista tra il 1895 e il 1940, nel 1918 svolse un servizio presso una società di costruzioni navali. Dopo la sua morte i negativi e le stampe sono state distrutte o disperse e ben poco è rimasto del suo lavoro.

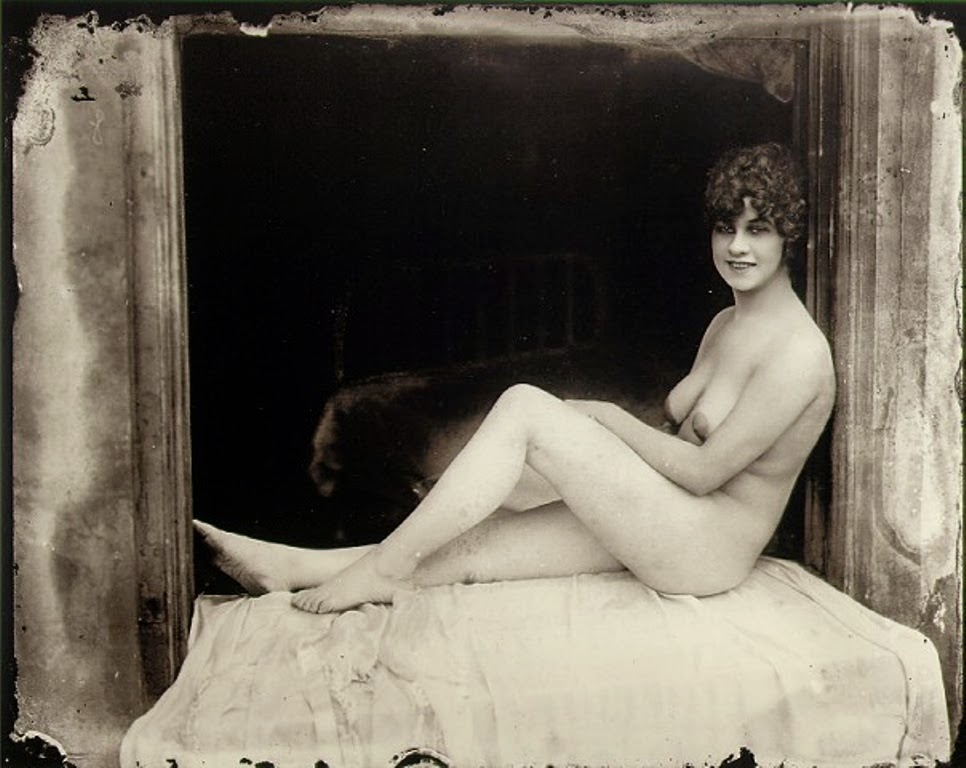
Storyville, circa 1912.

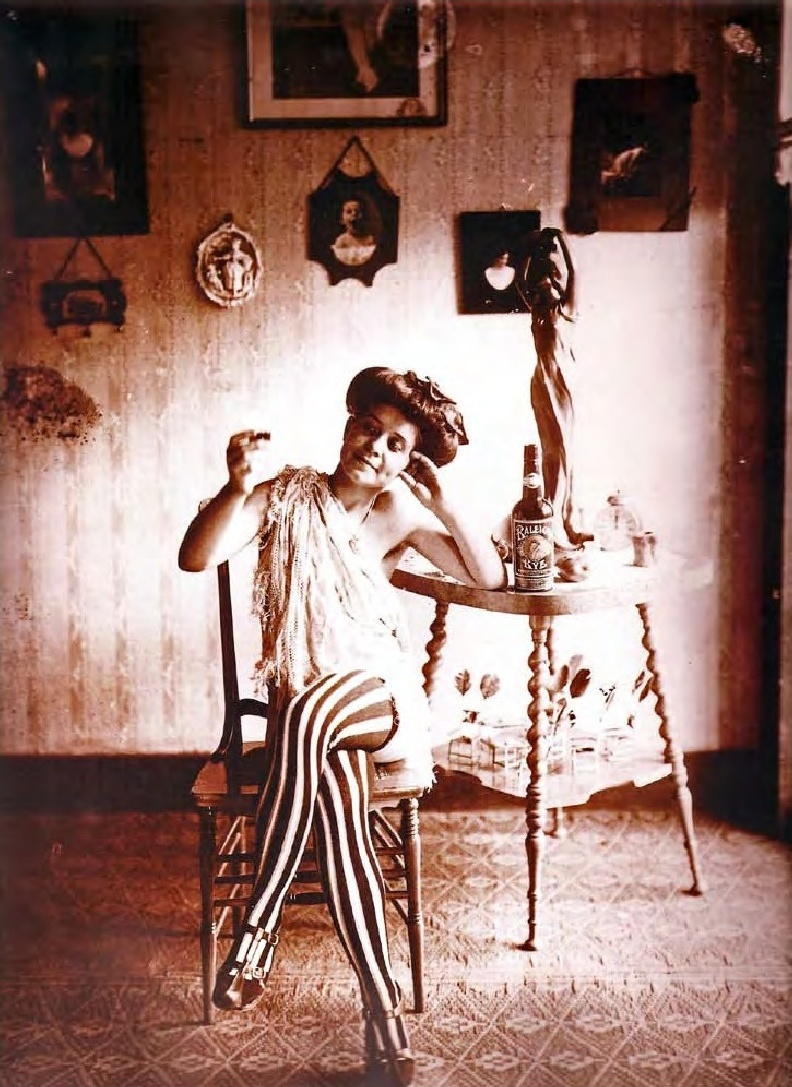
Storyville, circa 1915.

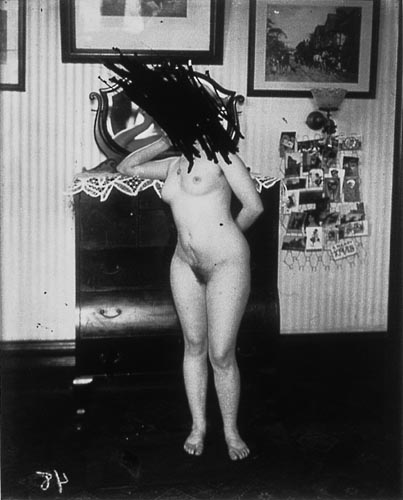
Uno dei negativi deturpati forse per nascondere l'identità della ragazza.

Daile Kaplan, vice presidente e direttrice della sezione Photographs alla Swann Auction Galleries, la casa d'aste più antica di New York, descrive Bellocq come il "Toulouse-Lautrec di New Orleans". Secondo alcune testimonianze dei suoi contemporanei egli era idrocefalo, mentalmente disturbato, con le spalle strette, ampio sedere, alto un metro e mezzo, quasi calvo, che copriva sempre con un cappello. Il suo nome è legato indissolubilmente a Storyville, il quartiere a luci rosse legalizzato di New Orleans, del quale probabilmente si sarebbe persa la memoria poiché dopo il 1920 fu demolito ed è divenuto il quartiere residenziale di Iberville Projects.
Storyville fu creato nel 1897 dal consigliere comunale Sidney Story che propose di creare un quartiere per la prostituzione in modo da limitarla nella città e in cui le autorità potessero controllarne l'attività. Furono stampate delle guide, chiamate "libri blu" (Blue Books), in cui si descrivevano le varie case di tolleranza, i loro prezzi, i servizi offerti, i nomi delle prostitute in ordine alfabetico e la pubblicità dei commercianti della zona, come ad esempio produttori di sigari e di bevande alcoliche, avvocati, ristoranti, farmacie ed altri. Storyville fu chiusa ufficialmente nel 1917, anche se continuò ancora per qualche anno, e la prostituzione fu dichiarata illegale per il timore che la marina militare di stanza a New Orleans distraesse i marinai alla vigilia del coinvolgimento degli Stati Uniti nella prima guerra mondiale.
I primi a trovare alcuni negativi in lastre di vetro 8x10 di Bellocq nel cassetto di una scrivania furono due rivenditori di oggetti di antiquariato, Larry Borenstein e Al Rose. Nel 1966 il fotografo Friedlander vide a sua volta i negativi e li comprò, qualcuno dei quali risultò abbastanza rovinato essendo tutti realizzati in vetro. Fu sorpreso dal soggetto: donne vestite o nude provenienti da Storyville. Friedlander decise di stamparle e di organizzare la grande mostra presso il Metropolitan Museum of Art di New York nel 1970. Il libro/catalogo che accompagnava la mostra, edito da John Szarkowski, dal titolo E. J. Bellocq: Storyville Portraits, fu un successo clamoroso. A cui seguì, nel 1996, la stampa di un altro volume Bellocq: Photographs from Storyville con l'introduzione di Susan Sontag.
Non sappiamo per quali motivi Bellocq abbia scattato le foto alle prostitute. Può darsi che abbiano avuto un fine commerciale come ad esempio di essere stampate sui "libri blu", quale pubblicità per i bordelli. L'aspetto quasi divertito, rilassato delle ragazze potrebbe far supporre che le foto abbiano avuto uno scopo personale del fotografo e non commerciale. Le ragazze infatti si mostrano per quali sono in una sorta di intimità informale, alcune sorridenti, vestite o nude, nelle loro abitazioni, veri tuguri ed altre invece raffinate, come quelle gestite da Lulu White.
Le immagini appaiono immediatamente come il marchio di fabbrica di Bellocq. Non si tratta di foto di donne come fossero oggetti o pin-up ante litteram, ma come persone a loro agio davanti alla fotocamera. Alcuni negativi risultano deturpati nel volto come fossero stati fatti per nascondere l'identità della ragazza. Non sappiamo chi abbia fatto questo, si può supporre che sia stato lo stesso Bellocq in quanto i graffi sembrano essere stati fatti quando il negativo non si era ancora asciugato.
Bellocq ha continuato a lavorare come fotografo per vivere. Nel 1949 nello scendere le scale scivolò e batté la testa. Morì dopo circa una settimana al Charity Hospital, aveva 76 anni. Il fratello Leon nell'appartamento del fratello trovò i negativi che finirono in un bagno fatiscente in una casa abbandonata degli schiavi, probabilmente con l'intento di censurarle e distruggerle. Le foto recuperate di Storyville sono in tutto 89 e vengono conservate quasi tutte al Metropolitan Museum of Art, al Getty Museum e al New Orleans Museum of Art.
Un altro aspetto da non dimenticare di Storyville e che si intreccia con la storia di Bellocq è il Jazz delle origini. Sappiamo che esso nacque a New Orleans ma Storyville è stata identificata come la culla di questa musica con le sue sale da ballo e locali di intrattenimento nei quali si esibivano grandi musicisti come Jelly Roll Morton, Bunk Johnson, Manuel Manetta, King Oliver, Tony Jackson e un giovane Louis Armstrong. Il nipote di Lulu White, Spencer Williams, che scrisse Basin Street Blues e Mahogany Hall Stomp, visse nel suo bordello per qualche tempo.

## Tributi
Moltissimi sono in tributi e le citazioni a Bellocq. Tra queste possiamo citare:
- il film Pretty Baby di Louis Malle del 1978, che per molti aspetti rievoca il bordello di Lulu White, nel quale compare anche Bellocq, che tutte le ragazze chiamano "papà", interpretato da Keith Carradine;
- il romanzo Coming Through Slaughter di Michael Ondaatje del 1976, ispirato al musicista afroamericano Buddy Bolden in cui compare anche la figura di Bellocq;
- il romanzo Bellocq Women di Peter Everett del 2000, uscito postumo dopo la morte dello scrittore avvenuta l'anno precedente;
- il romanzo Madam: A Novel of New Orleans di Cari Lynn, del 2014, dove tra i personaggi troviamo anche Bellocq;
- le foto di Bellocq sono state utilizzate per copertine di libri, riviste ed altre pubblicazioni.